# Borgóprund község
Borgóprund község (románul: Comuna Prundu Bârgăului) község Beszterce-Naszód megyében, Romániában. Központja Borgóprund, hozzá tartozik Felsőborgó.

## Népessége
A 2011-es népszámlálás adatai alapján a község népessége 5633 fő volt.